# 독일-캐나다 관계
독일과 캐나다는 G7 회원국으로서 주요 분야에서 긴밀한 관계를 맺고 있으며, 북대서양 조약 기구 회원국으로서 일종의 다자안보 군사 동맹 관계를 맺고 있다.

## 양국의 대사관 운영
캐나다와 독일은 튼튼한 경제와 투자 관계 뿐 아니라 국제무대에서 활발한 협력관계를 유지하고 있다.
캐나다의 대사관은 베를린의 심장부인 라이프치거 플랏츠 17에 위치한다. 이 대사관은 2005년 캐나다 총독 에이드리엔 클라크슨에 의해 열렸다.
뮌헨과 뒤셀도르프에는 캐나다 영사관이 있는데, 이는 무역과 투자 관계 증진에 초점을 두고 있다. 앨버타주와 온타리오주 또한 독일 뮌헨 영사관에 사무소를 두고 있으며, 퀘벡주는 베를린과 뮌헨 두 군데 모두 사무소를 두고 있다.
독일은 캐나다의 수도인 오타와에 대사관을 두고 있으며 토론토와 몬트리올 그리고 벤쿠버에 영사관을 두고 있다. 캐나다의 승인을 받은 특정한 임무를 지닌 많은 외교관들이 워싱턴에 거주하고 있다.

## 역사

### 독일계 캐나다인
독일과 캐나다와 가장 첫 번째 접촉은 17세기 북아메리카에 있던 프랑스의 식민지인 뉴프랑스에서 일어났다. 많은 독일인들은 1663년에서 1763년 사이의 프랑스의 식민지 소유하던 중 그 식민지로 이주했다. 그러나 독일인들의 캐나다 이주는 영국의 노바스코샤주 정복 후에 일어났다. 상당히 많은 독일인들이 영국의 침략 군대에 종사했고 새로운 식민지에 정착하였다. 그 식민지의 인구는 주로 프랑스어를 하는 로마 가톨릭교회 신도의 아카디안 사람들이었다. 대부분의 영국 정착자들이 더 따뜻한 남쪽 식민지들에 정착하는 것을 선호했기 때문에 영국 행정부는 심각한 통계학적 문제에 직면하게 되었다. 외국인 신교도들을 뽑는 공격적인 계획안은 인구 통계의 균형을 맞추기 위해 시작되었다. 대부분의 정착자들은 독일 공작 또는 공국 출신이었다.
미국 독립 혁명 후 독일인들의 캐나다로의 이주는 더 많아졌다. 그 이유는 왕당파의 대부분을 차지했던 독일인들이 캐나다로 이주했기 때문이다. 영국에 의해 고용된 왕당파 사람들과 많은 독일 용병들은 영국의 북아메리카를 지키기 위해 싸웠다. 몇몇 용병들은 캐나다에 정착했고, 브런지윅 연대는 몬트리올의 남서부와 퀘벡의 서부에 정착했다. 미국에서의 차별에 책임이 있는 메노파 교도들은 가장 많이 미국으로 달아났다. 그들은 베를린과 온타리오주에 정착했다. 1896년에 대부분 동부 유럽에서 온 많은 독일인들이 서부 캐나다로 이주했다.
독일과 캐나다의 관계는 분명 제1차 세계대전 중 악화되었고, 제2차 세계대전 때 나치 독일에 대한 캐나다의 전쟁 선언으로 더 악화되었다. 전쟁 선언은 영국의 선언 후 일주일 후에 이루어졌는데 이는 영국의 선언과는 독립적이었다.

### 외교 관계 수립
1975년 8월 1일, 캐나다는 1975년 독일 민주 공화국과 외교적 관계를 맺었다.